# Municipio de Rogers (Arkansas)
El municipio de Rogers (en inglés: Rogers Township) es un municipio ubicado en el condado de Sebastian en el estado estadounidense de Arkansas. En el año 2010 tenía una población de 946 habitantes y una densidad poblacional de 62,27 personas por km².

## Geografía
El municipio de Rogers se encuentra ubicado en las coordenadas 35°14′29″N 94°18′55″O / 35.24139, -94.31528. Según la Oficina del Censo de los Estados Unidos, el municipio tiene una superficie total de 15.19 km², de la cual 15,01 km² corresponden a tierra firme y (1,19 %) 0,18 km² es agua.

## Demografía
Según el censo de 2010, había 946 personas residiendo en el municipio de Rogers. La densidad de población era de 62,27 hab./km². De los 946 habitantes, el municipio de Rogers estaba compuesto por el 90,27 % blancos, el 1,06 % eran afroamericanos, el 1,48 % eran amerindios, el 0,32 % eran asiáticos, el 1,69 % eran de otras razas y el 5,18 % eran de una mezcla de razas. Del total de la población el 2,85 % eran hispanos o latinos de cualquier raza.